# Cristina Sánchez-Quintanar
Cristina Sánchez-Quintanar (* 24. März 1989) ist eine ehemalige spanische Tennisspielerin.

## Karriere
Sánchez-Quintanar, die mit sechs Jahren mit dem Tennissport begann, bevorzugte dabei den Hartplatz. Sie spielte hauptsächlich auf Turnieren des ITF Women’s Circuit, bei denen sie einen Titel im Einzel und sieben im Doppel gewann.
Ihr letztes Turnier spielte sie im Mai 2016 in Monzón. Seit Ende Februar 2017 wird sie nicht mehr in den Weltranglisten geführt.

## Turniersiege

### Einzel
| Nr. | Datum              | Turnier | Kategorie   | Belag     | Finalgegnerin       | Ergebnis |
| --- | ------------------ | ------- | ----------- | --------- | ------------------- | -------- |
| 1.  | 20. September 2015 | Madrid  | ITF $10.000 | Hartplatz | Jekaterina Jaschina | 6:2, 6:2 |

### Doppel
| Nr. | Datum              | Turnier     | Kategorie   | Belag     | Partnerin               | Finalgegnerinnen                             | Ergebnis          |
| --- | ------------------ | ----------- | ----------- | --------- | ----------------------- | -------------------------------------------- | ----------------- |
| 1.  | 2. Mai 2009        | Vic         | ITF $10.000 | Sand      | Irene Santos-Bravo      | Leticia Costas Lucia Sainz-Pelegri           | 7:5, 7:5          |
| 2.  | 9. Mai 2009        | Badalona    | ITF $10.000 | Sand      | Benedetta Davato        | Rebeca Bou Nogueiro Sheila Solsona Carcasona | 6:3, 6:4          |
| 3.  | 7. März 2015       | El-Kantaoui | ITF $10.000 | Hartplatz | Clara Taniélian         | Jessica Ho Chanel Simmonds                   | 7:5, 6:79, [10:3] |
| 4.  | 2. Mai 2015        | Iraklio     | ITF $10.000 | Hartplatz | Fatma Al-Nabhani        | Yoshimi Kawasaki Daiana Negreanu             | 6:4, 6:1          |
| 5.  | 5. Juni 2015       | Madrid      | ITF $10.000 | Sand      | Estrella Cabeza Candela | Silvia García Jiménez Olga Sáez Larra        | 4:6, 6:4, [10:7]  |
| 6.  | 18. September 2015 | Madrid      | ITF $10.000 | Hartplatz | Estrella Cabeza Candela | Deborah Chiesa Isabelle Wallace              | 7:64, 7:5         |
| 7.  | 25. September 2015 | Getxo       | ITF $10.000 | Hartplatz | Estrella Cabeza Candela | Maria Martinez Martinez Olga Sáez Larra      | 6:4, 6:3          |